# ماتسوئه

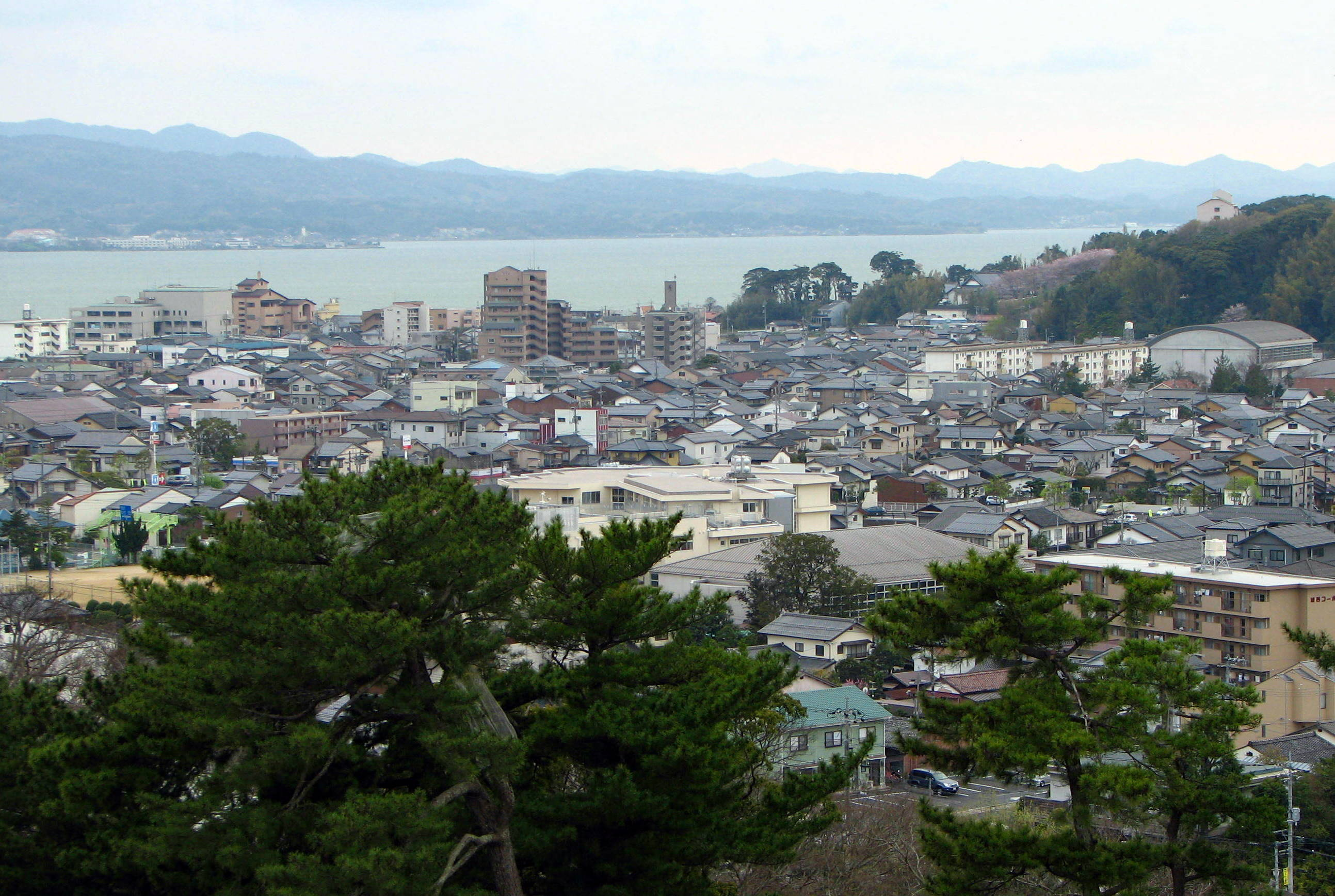
نمایی از شهر ماتسوئه در ژاپن.

ماتسوئه شهری است در کشور ژاپن. این شهر مرکز استان شیمانه است و در جزیره هونشو قرار گرفته است. 
جمعیت این شهر در سال ۲۰۰۵ میلادی برابر ۱۹۶۰۰۰ نفر برآورد شده است .